# خرموش حشره‌خوار راه‌راه سیبویا
خرموش حشره‌خوار راه‌راه سیبویا (نام علمی: Chrotomys sibuyanensis) نام یک گونه از سرده خرموش‌های راه‌راه لوزان است.